# Léon Clifton
Léon Clifton ([leon klifton]) je fiktivní románový detektiv. Za skutečné autory Cliftonových příběhů jsou považováni Jaroslav Pulda a Alfons Bohumil Šťastný. Cliftonovy fiktivní paměti vydával mezi roky 1906–1911 pražský nakladatel Rudolf Storch. V meziválečném období na něj pak navázalo několik vydavatelů, především Anna Tylová, Václav Jenč a následně Václav Palán; v převážné většině se však už jednalo jen o reedice předešlých Štorchových vydání.

## Charakter
Léon Clifton je geniální americký detektiv. Je to mistr převleků, vyřeší každou záhadu, všemu přijde na kloub.
Sešity z Cliftonovými detektivními příběhy, kterým se začalo říkat cliftonky, představovaly ve své době svébytný fenomén; z hlediska literární kritiky se jednalo o brakovou literaturu. Svým charakterem spadají mezi jiné triviální sešitové romány s dobrodružnou tematikou, jakými byly například bufalobilky či rodokapsy. Cliftonky výrazně ovlivnily například meziválečnou tvorbu spisovatele Jaroslava Foglara.